# Myleene Klass
Myleene Angela Klass MBE (* 6. April 1978 in Gorleston-on-Sea, Norfolk) ist eine britische Schauspielerin, Fernseh- und Radiomoderatorin, Pianistin, Sängerin, Reality-TV-Teilnehmerin und Model. Sie wurde als Mitglied der ehemaligen britischen Popgruppe Hear’Say bekannt.

## Leben und Karriere
Myleene Klass ist die Tochter eines englisch-österreichischen Vaters und einer philippinischen Mutter. Sie hat eine Schwester und einen Bruder. Sie stammt väterlicherseits aus einer Musikerfamilie. Im frühen Alter begann sie Klavier und Violine zu spielen, später Harfe, und nahm Gesangunterricht. Ihren Studienabschluss absolvierte sie an der Londoner Royal Academy of Music.
2001 nahm Klass an der Castingshow Popstars teil und wurde dadurch Mitglied der Popgruppe Hear’Say. Bis zu deren Auflösung im Jahr 2002 brachte die Band ein Album und zwei Singles auf den ersten Platz der britischen Charts. Danach machte Klass als Solokünstlerin weiter und veröffentlichte von 2003 bis 2008 drei Alben, die hauptsächlich im Bereich der Klassischen Musik angesiedelt waren. Als einziges davon kam ihr erstes Album Moving On in die Charts. Eine Auszeichnung mit einer Silbernen Schallplatte folgte.
2006 nahm Klass an der sechsten Staffel der Reality-TV-Sendung I’m a Celebrity…Get Me Out of Here! teil und erreichte den zweiten Platz. Im Jahr darauf war sie Co-Moderatorin der BBC-One-Sendung The One Show. 2009 wurde sie als Co-Moderatorin für die US-amerikanische Ausgabe von I’m a Celebrity… verpflichtet. Weitere Engagements als Moderatorin nahm Klass unter anderem bei der ITV-Sendung Popstar to Operastar wahr (2010–2011), sowie seit 2015 bei der Grillsendung BBQ Champ auf demselben Sender.
Im November 2023 war Klass als Bearded Dragon Kandidatin bei einer Spezialfolge der britischen Version von The Masked Singer für ehemalige I’m a Celebrity … Get Me Out of Here!-Teilnehmer und erreichte den zweiten Platz.
Im Zuge der New Year Honours 2025 wurde Klass als Member des Order of the British Empire geehrt.

## Filmografie (Auswahl)
- 2005: My Family (Fernsehserie, eine Episode)
- 2013: Lemon La Vida Loca (Fernsehserie, eine Episode)